# Poseidon Neoi Poroi

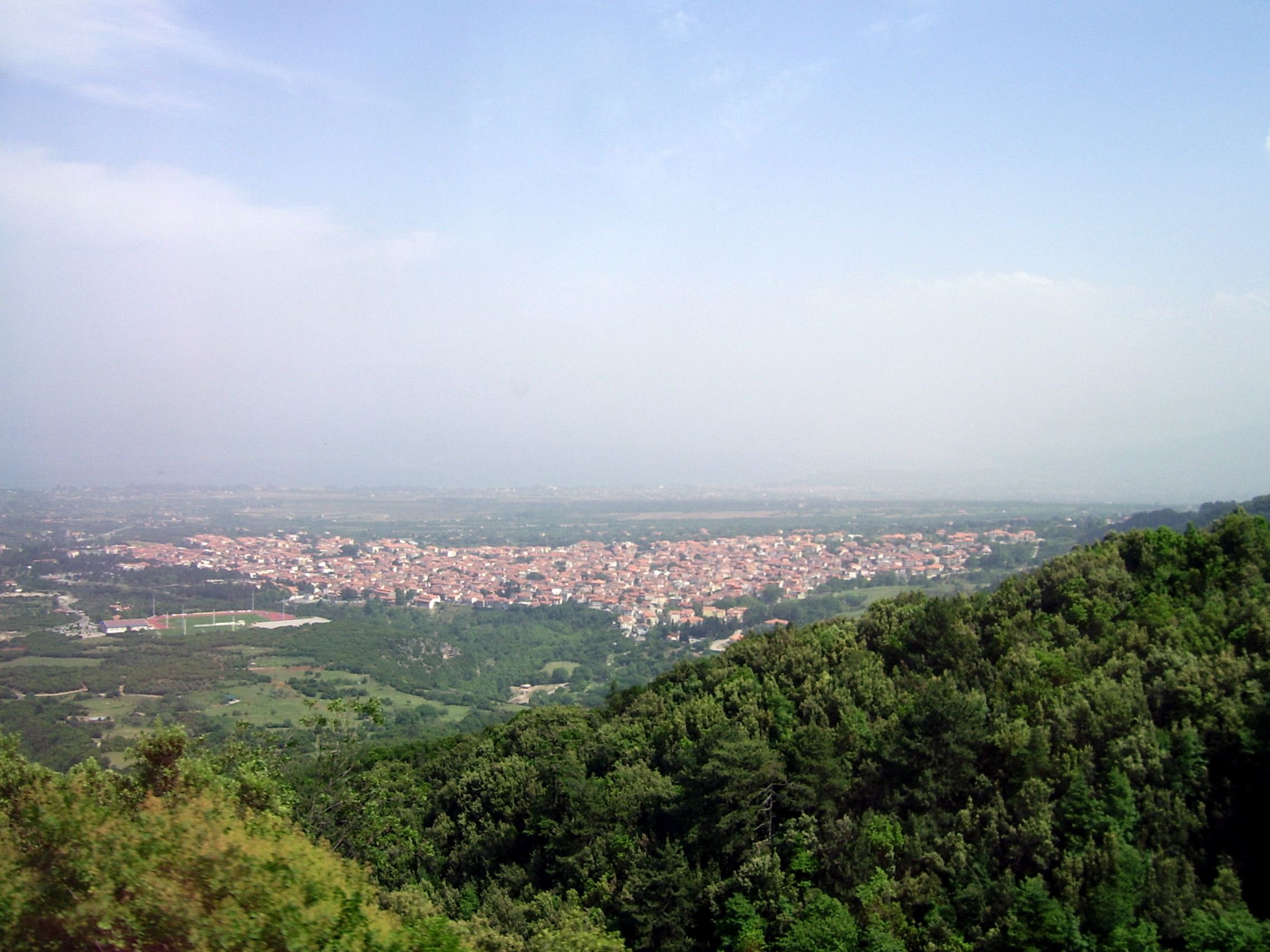
Zicht op Litochoro vanaf de Olympus. Links het stadion

Poseidon Neoi Poroi (Grieks: Ποσειδῶν Νέοι Πόροι) was een Griekse voetbalclub uit de kustplaats Neoi Poroi in het departement Piëria. 
In 1979 werd Poseidon Neoi Poroi opgericht en in 1987 ging de club samen met Thermaikos Platamonas, uit buurplaats Platamonas ook gelegen aan de Thermische Golf. In 1993 werd samengegaan met AE Kastrou Panteleimonos, vernoemd naar het kasteel van Platamonas wat iets ten zuiden van Panteleimonos ligt. Zo ontstond een fusieclub voor de kustregio ten zuidoosten van de berg Olympus.
De club speelde lang op regionaal amateurniveau. In het seizoen 2002/03 werd Poseidon Neoi Poroi kampioen in de Gamma Ethniki en promoveerde naar de Beta Ethniki. De club moest uitwijken naar het gemeentelijk stadion in Litochoro omdat de eigen accommodatie niet voldeed aan de eisen van de bond. In het seizoen 2003/04 handhaafde de club zich in de Beta Ethniki met een vijfde plaats in de eindranking. Gedurende het seizoen kreeg Poseidon Neoi Poroi echter financiële problemen en hield bij aanvang van het seizoen 2004/05 te weinig spelers over om te kunnen spelen. AO Kavala wilde vanwege de plaats op het tweede niveau de licentie overnemen en verhuizen naar Kavala. Dit werd niet toegestaan door de Griekse voetbalbond. Nadat de club driemaal verstek liet gaan, werd ze begin oktober 2004 door de bond uit de competitie genomen en ging failliet. De huidige amateurclub AE Poseidon PPP en speelt op regionaal niveau.

## Bekende (oud-)spelers
- Felipe Alves (2003-2004)
- Savvas Exouzidis (2003-2004)
- Brutil Hosé (2003-2004)
- Vaios Karagiannis (2002-2003)
- Christos Karkamanis (2003-2004)
- Damian Seweryn (2003)